# Joodse filosofie
Joodse filosofie is de filosofische studie van het jodendom, dan wel filosofische activiteit door Joden.

## Joodse filosofie in de oudheid

### Bijbelse joodse filosofie
Volgens sommige middeleeuwse joodse en islamitische overdrachten was Abraham een volleerd astronoom die op puur filosofische grond al op het monotheïsme kwam voordat God hem daartoe bracht.
Het Boek van Psalmen bevat vele verwijzingen naar filosofische concepten, zoals oproepen om tot inzicht in de grootheid van God te komen door middel van het bekijken en bestuderen van zijn werken. Andere boeken van filosofisch belang zijn Spreuken en Prediker.

### Philo
Philo van Alexandrië (20 v.Chr. - 40) was een gehelleniseerde joodse filosoof, geboren in Alexandrië, Egypte.
In zijn filosofie omvatte hij zowel de wijsheden van het oude Griekenland als die van het jodendom. Zijn werk werd onder de joden niet algemeen geaccepteerd, maar werd later van belang voor christelijke theologen. Hij ontwikkelde een filosofische hermeneutiek die Bijbelse personen en plaatsen omvormde tot universele symbolen en waarden. Hij behield de opvatting van de Hebreeuwse Bijbel van een transcendente God en identificeerde Plato's ideeën met de Geest of het Woord van God.

## Middeleeuwse joodse filosofie
Middeleeuwse joodse filosofie is sterk beïnvloed door Plato, Aristoteles en islamitische filosofie. Met name de vroege sefardisch-joodse filosofen werden sterk beïnvloed door de islamitische filosofische stroming bekend als 'Mutazili,' waarbij onder andere ieder beperkend aspect aan God ontkend werd en God omschreven werd als de ultieme eenheid en rechtvaardigheid.
- Jitschak Abarbanel
- Jehuda HaLevi
- Awraham Ibn Ezra
- Solomon ibn Gabirol
- Maimonides (Rambam, Mosjé ben Maimon)
- Nachmanides (Ramban, Mosjé ben Nachman)
- Bachya ben Josef ibn Paquda
- Saadia Gaon

## Renaissance
- Moshe Chaim Luzzato

## Verlichting
- Spinoza

### Reform-jodendom
- Martin Buber
- Hermann Cohen
- Emil Fackenheim
- Moses Mendelssohn

### Orthodox jodendom
- Samson Raphael Hirsch

## Moderne joodse filosofie
Moderne joodse filosofie begint in Duitsland met Moses Mendelssohn (1729-1786), die trachtte om de dwingend theocratische dimensie uit het judaïsme te verwijderen. Hermann Cohen (1842-1918) benadrukte, onder invloed van Kant en Hegel, vooral wat hij beschouwde als de essentieel ethische en universele rationele leringen van het judaïsme. Martin Buber (1878-1965) introduceerde een soort existentieel personalisme in deze ethische lezing van het judaïsme, terwijl ook Franz Rosenzweig (1868-1929) als reactie tegen de abstracte beschouwingen van Hegel over de mens een meer existentiële filosofie voorstond. De optimistische en universele oriëntatie van deze filosofen werd door de Tweede Wereldoorlog echter zwaar op de proef gesteld, en na dit conflict neigden joodse denkers meer naar een nationalistische en assertieve vorm van filosofie.

### Orthodox-joodse filosofie
- Eliezer Berkovits
- Eliyahu Eliezer Dessler